# Зоологічний музей Університету Сан-Паулу
Зоологічний музей Університету Сан-Паулу (Museu de Zoologia da USP) — музей на проспекті Назаре в окрузі Іпіранга міста Сан-Паулу, підпорядкований Університету Сан-Паулу. Цей музей займає площу близько 700 тис. м², тут зібрані тварини-представики тропічної та субтропічної фауни країни, найраніші мають вік понад 50 років. У вестибюлі музею міститься інформація про головні типи досліджень, що проводяться працівниками Університету. Тварини згруповані за традиційною класифікацією: риби, земноводні, плазуни, птахи, ссавці, деякі безхребетні, такі як членистоногі, корали та молюски. Музей також містить бібліотеку, що спеціалізується на зоології та має матеріали, призначені як для фахівців, так і для загальної аудиторії, зокрема з 73,8 тис. робіт тут містяться 8473 найменувань книжок, 2364 газет та журналів, багато дисертацій та мап. Вхід до музею платний, але плата символічна — два реала.